# قوز امدريب (تبن)

تعديل مصدري - تعديل

قوز امدريب هي إحدى قرى عزلة الحوطة بمديرية تبن التابعة لمحافظة لحج، بلغ تعداد سكانها 282 نسمة حسب تعداد اليمن لعام 2004.